# Przemysław Czajkowski
Przemysław Czajkowski (* 26. Oktober 1988 in Breslau) ist ein polnischer Leichtathlet, der sich auf den Diskuswurf spezialisiert hat.

## Sportliche Laufbahn
Erste internationale Erfahrungen sammelte Przemysław Czajkowski im Jahr 2005, als er bei den Jugendweltmeisterschaften in Marrakesch mit einer Weite von 49,87 m mit dem 5-kg-Diskus den elften Platz belegte. Zwei Jahre später schied er bei den Junioreneuropameisterschaften in Hengelo mit 53,29 m in der Qualifikation aus. 2009 erreichte er dann bei den U23-Europameisterschaften in Kaunas mit 57,58 m Rang fünf. Im Jahr darauf nahm er an den Europameisterschaften in Barcelona teil, schied dort aber mit 61,97 m in der Qualifikation aus. 2011 gewann er bei der Sommer-Universiade in Shenzhen mit einer Weite von 63,62 m die Silbermedaille hinter dem Esten Märt Israel. 2012 nahm er erneut an den Europameisterschaften in Helsinki teil, schied dort aber erneut mit 62,22 m in der Qualifikation aus. Zudem qualifizierte er sich für die Olympischen Spiele in London, bei denen er mit 61,08 m aber nicht das Finale erreichte. Im Jahr darauf gelangte er bei den Studentenweltspielen in Kasan bis in das Finale, brachte dort aber keinen gültigen Versuch zustande. 2015 nahm er an den Militärweltspielen im südkoreanischen Mungyeong teil und erreichte dort mit 54,74 m Rang elf.
2011 wurde Czajkowski polnischer Meister im Diskuswurf.